# Emerson Paulista
Emerson de Andrade Santos (ur. 23 kwietnia 1980) – brazylijski piłkarz występujący na pozycji pomocnika.

## Kariera klubowa
Od 1999 do 2013 roku występował w klubach SE Palmeiras, Caxias, Rio Branco, Juventus, Remo, São Bento, Ponte Preta, Real Murcia, Iraklís, FC Tokyo, Bragantino, Paulista, Joinville, Shonan Bellmare, Mogi Mirim, Botafogo i Noroeste.